# Подкомиссия по поощрению и защите прав человека
Подкомиссия по поощрению и защите прав человека (до 1999 года — Подкомиссия по предупреждению дискриминации и защите меньшинств) — экспертный орган, существовавший в 1947—2006 гг. при Комиссии по правам человека ООН. Под конец деятельности подкомиссии она состояла из 26 экспертов (избиравшихся по региональным группам); в ней существовали рабочие группы по: современным формам рабства, коренным народам, социальному форуму, меньшинствам, транснациональным корпорациям, осуществлению правосудия, защите прав человека при борьбе с терроризмом, сообщениям (жалобам). Первый состав подкомиссии был избран ЭКОСОС в 1947 году в составе 12 экспертов.